# Aceroides (Aceroides) sedovi
Aceroides (Aceroides) sedovi is een vlokreeftensoort uit de familie van de Oedicerotidae. De wetenschappelijke naam van de soort is voor het eerst geldig gepubliceerd in 1946 door Gurjanova.